# Milford (Misuri)
Milford es una villa ubicada en el condado de Barton en el estado estadounidense de Misuri. En el Censo de 2010 tenía una población de 26 habitantes y una densidad poblacional de 239,02 personas por km².

## Geografía
Milford se encuentra ubicada en las coordenadas 37°35′11″N 94°9′29″O / 37.58639, -94.15806. Según la Oficina del Censo de los Estados Unidos, Milford tiene una superficie total de 0.11 km², de la cual 0.11 km² corresponden a tierra firme y (0%) 0 km² es agua.

## Demografía
Según el censo de 2010, había 26 personas residiendo en Milford. La densidad de población era de 239,02 hab./km². De los 26 habitantes, Milford estaba compuesto por el 100% blancos, el 0% eran afroamericanos, el 0% eran amerindios, el 0% eran asiáticos, el 0% eran isleños del Pacífico, el 0% eran de otras razas y el 0% pertenecían a dos o más razas. Del total de la población el 0% eran hispanos o latinos de cualquier raza.